# Nicolas Bochsa
Nicolas Bochsa (Montmédy, 9 agosto 1789 – Sydney, 6 gennaio 1856) è stato un compositore e arpista francese.

## Biografia
Fu un bambino prodigio, essendo divenuto arpista di gran fama già nell'infanzia.  Compositore prolifico sia di musiche per arpa sia di opéra comique, fu abile contraffattore di firme ma anche professore, direttore d'orchestra, impresario teatrale, editore di musica e molto altro ancora. Ebbe una vita molto movimentata e passò quasi tutta la vita in giro per il mondo per lo svolgimento della sua attività artistica. 
Egli fu molto celebre nel XIX secolo, sia come compositore che come arpista di grande fama. Suonò per Napoleone Bonaparte e per Luigi XVIII. A causa delle sue stravaganze ebbe guai con la giustizia francese e con quella inglese. Dimenticato dalla storia, le enciclopedie musicali omettono il suo nome o gli dedicano soltanto poche righe, ma non dagli arpisti che lo conoscono tutti, almeno di nome, poiché i suoi lavori per arpa vengono ancora eseguiti in concerto e i suoi studi per arpa vengono interpretati dagli studenti di questo strumento.
Bochsa fu ai suoi tempi una vera stella della musica internazionale, tuttavia fece parlare le cronache francesi ed inglesi per questioni non legate alla sua professione, ma più spesso alle donne, che giocarono un ruolo importante nella sua vita. Il suo destino sarà legato a quello di un'altra grande stella dimenticata, il soprano Anna Rivière, sposa in prime nozze di Henry Bishop, compositore soprannominato il Mozart d'Inghilterra. 
Morì in Australia a Sydney ed è lì che giacciono, ancora oggi, le sue spoglie.